# Eumelea atomata
Eumelea atomata là một loài bướm đêm trong họ Geometridae.